# Татарщина (Молодечненський район, Красненська сільська рада)
Татарщина (біл. вёска Татаршчына) — село в складі Молодечненського району Мінської області, Білорусь. Село підпорядковане Красненській сільській раді, розташоване в західній частині області.

## Історія
З 1793 після другого розділу Речі Посполитої Татарщина, як і вся Вілейщина, входила до складу Російської імперії, був утворений Вілейський повіт у складі спочатку Мінської губернії, а з 1843 - Віленської губернії.
У 1921–1945 роках село знаходилось у Польщі, у Вільнюськім воєводстві, Вілейського повіту, у гміні Красне.

## Населення
- 1866 рік — 92 людини, 9 будинків[2]
- 1921 рік — 97 людини, 14 будинків[3]
- 1931 рік — 98 людини, 22 будинків[4].